# Svenska schackdatorföreningen
La Svenska schackdatorföreningen (SSDF) è un'associazione svedese dedita ai software scacchistici. Associazione di natura non commerciale, tra le sue attività la SSDF testa software o computer integrati per il gioco degli scacchi, redigendo una classifica. Il rating SSDF è una delle prime e storicamente più significative rilevazioni statistiche della forza di gioco dei motori scacchistici, perché comprende i risultati di migliaia di partite giocate su hardware standard e con tempo regolamentato. Non riporta solo i rating, ma anche barre di errore, percentuale di vittorie, mosse registrate delle partite giocate.
A metà anni duemila la lista è stata oggetto di critica in quanto i computer usati erano piuttosto lenti e datati rispetto all'evoluzione dell'hardware commerciale (256 MB RAM, processore singolo Athlon 1.2 GHz), il che limitava le prestazioni dei motori in termini di forza assoluta. Nel 2008 la SSDF è passata ad una piattaforma di test rinnovata, con processore Intel Core 2 Quad 6600 2.4 GHz, 2 GB di RAM e sistema operativo a 64 bit. Nello stesso anno, il rating massimo ha subito una improvvisa impennata, passando da 2935 a 3238. Nel 2017 l'hardware è stato rinnovato, con processore AMD Ryzen 7 1800X 8-Core 3.6 GHz, 16 GB di RAM, sistema operativo a 64 bit, e tablebase Syzygy a 6 pezzi installate su SSD.
Il rating SSDF si evolve indipendentemente e non è comparabile direttamente con altre classifiche, come l'Elo FIDE o altre classifiche di motori.

## Leader annuali della classifica
- 1984: Novag Super Constellation 6502 4 Mhz (1631)
- 1985: Mephisto Amsterdam 68000 12 Mhz (1827)
- 1986: Mephisto Amsterdam 68000 12 Mhz (1827)
- 1987: Mephisto Dallas 68020 14 Mhz (1923)
- 1988: Mephisto MM 4 Turbo Kit 6502 16 Mhz (1993)
- 1989: Mephisto Portorose 68020 12 Mhz (2027)
- 1990: Mephisto Portorose 68030 36 Mhz (2138)
- 1991: Mephisto Vancouver 68030 36 Mhz (2127)
- 1992: Chess Machine 30 Mhz Schröder 3.0 (2174)
- 1993: Mephisto Genius 2.0 486/50-66 Mhz (2235)
- 1995: MChess Pro 5.0 Pentium 90 Mhz (2306)
- 1996: Rebel 8.0 Pentium 90 Mhz (2337)
- 1997: HIARCS 6.0 49MB P200 MMX (2418)
- 1998: Fritz 5.0 PB29% 67MB P200 MMX (2460)
- 1999: Chess Tiger 12.0 DOS 128MB K6-2 450 Mhz (2594)
- 2000: Fritz 6.0 128MB K6-2 450 Mhz (2607)
- 2001: Chess Tiger 14.0 CB 256MB Athlon 1200 (2709)
- 2002: Deep Fritz 7.0 256MB Athlon 1200 Mhz (2759)
- 2003: Shredder 7.04 UCI 256MB Athlon 1200 Mhz (2791)
- 2004: Shredder 8.0 CB 256MB Athlon 1200 Mhz (2800)
- 2005: Shredder 9.0 UCI 256MB Athlon 1200 Mhz (2808)
- 2006: Rybka 1.2 256MB Athlon 1200 Mhz (2902)
- 2007: Rybka 2.3.1 Arena 256MB Athlon 1200 Mhz (2935)
- 2008: Deep Rybka 3 2GB Q6600 2,4 GHz (3238)
- 2009: Deep Rybka 3 2GB Q6600 2,4 GHz (3232)
- 2010: Deep Rybka 3 2GB Q6600 2,4 GHz (3227)
- 2011: Deep Rybka 4 2GB Q6600 2,4 GHz (3216)
- 2012: Deep Rybka 4 x64 2GB Q6600 2,4 GHz (3221)
- 2013: Komodo 5.1 MP x64 2GB Q6600 2,4 GHz (3241)
- 2014: Komodo 7.0 MP x64 2GB Q6600 2,4 GHz (3295)
- 2015:	Stockfish 6 MP x64 2GB Q6600 2,4 GHz (3334)
- 2016: Komodo 9.1 MP x64 2GB Q6600 2,4 GHz (3366)
- 2017: Komodo 11.01 MP x64 16GB 1800X 3,6 GHz (3406)

EloAnno05001000150020002500300035001984198919952000200520102015Elo